# Велетенська амбістома каліфорнійська
Велетенська амбістома каліфорнійська (Dicamptodon ensatus) — вид земноводних з роду Велетенська амбістома родини Амбістомові.

## Опис
Загальна довжина досягає 17—30,5 см. Голова невелика, широка. Тулуб масивний, незграбний. На передніх лапах 4 пальці, на задніх — 5. Хвіст доволі довгий, стиснутий з боків. Забарвлена у коричневий колір з різними відтінками.

## Спосіб життя
Полюбляє рідколісся, чагарники, скелясту місцину. Зустрічається на висоті до 900 м над рівнем моря. Добре лазить по деревах. При переляку видає досить гучний звук, що нагадує гавкіт або короткий вереск низького тону. Активна вночі. Живиться безхребетними, амбістомами інших видів, безлегеневими саламандрами, дрібними жабами, землерийками, гризунами, невеличкими зміями.
Парування та розмноження відбувається з березня по травень. Самиця відкладає близько 100 яєць в глибокі тріщини землі або нори гризунів. Вона обвиває кладку яєць своїм тілом. Метаморфоз триває до 2 років.

## Розповсюдження
Мешкає у центральній та західній частинах штату Каліфорнія (США).